# Myrsine urceolata
Myrsine urceolata är en viveväxtart som beskrevs av Robert Brown. Myrsine urceolata ingår i släktet Myrsine och familjen viveväxter. Inga underarter finns listade i Catalogue of Life.